# Yaquina
Yaquina, pleme američkih Indijanaca porodice Yakonan s rijeke i zaljeva Yaquina u Oregonu.  Yaquina su bili nekad vodeće pleme porodice s ukupno 56 sela koja su nastanjivali duž Yaquinw, od današnjeg Elk Cityja do oceana. Tek nekoliko preživjelih pripadnika su s Alsea Indijancima smješteni na rezervat Siletz u okrugu Tillamook u Oregonu. Članovi ekspedicije Lewis and Clark nazivali su ih Youikcones i Youkone. 

## Ime
Nestucca Indijanci nazivali su ih Sa-ákl, pleme Chetco Sis'-qűn-me'tűnne i od Calapooya Tcha yákon amim. Godine 1910. preživjelo ih je tek 19.  Istoimeni grad u okrugu Lincoln u Oregonu nosi ime u spomen na njih. 

## Sela
Yaquine su imali 20 sela na sjevernoj obali Yaquine, to su: Holukhik, Hunkkhwitik, Iwai, Khaishuk, Khilukh, Kunnupiyu, Kwulaishauik, Kyaukuhu, Kyuwatkal, Mipshuntik, Mittsulstik, Shash, Thlalkhaiuntik, Thlekakhaik, Tkhakiyu, Tshkitshiauk, Tthilkitik, Ukhwaiksh, Yahal i Yikkhaich. Na južnoj obali bila su im sela: Atshuk, Chulithltiyu, Hakkyaiwal, Hathletukhish, Hitshinsuwit, Hiwaitthe, Kaku, Khaiyukkhai, Khitalaitthe, Kholkh, Khulhanshtauk, Kilauutuksh, Kumsukwum, Kutshuwitthe, Kwaitshi, Kwilaishauk, Kwulchichicheshk, Kwullaish, Kwullakhtauik, Kwutichuntthe, Mulshintik, Naaish, Paiinkhwutthu, Pikiiltthe, Pkhulluwaaitthe, Pkuuniukhtauk, Puuntthiwaun, Shilkhotshi, Shupauk, Thlekwiyauik, Thlelkhus, Thlinaitshtik, Thlukwiutshthu, Tkulmashaauk, Tuhaushuwitthe i Tulshk.

## Kultura
Kultura Yaquina pripadala je Sjeverozapadnoj obali. Izvještaji ekspedicije Lewisa i Clarka navode da 'žive u veoma velikim kućama i broje 700 duša.' (The Youkone nation, who live in very large houses, and number seven hundred souls.) Ovakav tip velike drvene kuća nalazimo duž pacifičke obale bez obzira o etni-lingvističkoj pripadnoszi plemena.

## Vanjske poveznice
- Yaquina Indian Tribe